# 수탁자
수탁자는 신탁을 관리하는 사람을 말한다. 수탁자는 법에 따라 그리고 신탁문서에 명시된 권한을 가지며 신탁내용을 구현하기 위해 필요한 행위(대출, 비용부담, 사업운영)를 할 묵시적 권한이 있다.

## 수탁자의 의무
- 투자자산을 다양화할 의무
- 투기를 회피할 의무
- 투자자산을 키울 의무
- 공정의무
- 충성의무
- 수혜자가 요청하지 않는 경우에도 수탁자에 계정에 의무와 정기적 소득발생내역 등을 수혜자에게 알리 의무가 있다.

## 의무위반시 조치
수탁자는 신탁에 배상의무가 있다.